# Bath County (Kentucky)
Bath County je okres amerického státu Kentucky založený v roce 1811. Správním střediskem je město Owingsville. Pojmenovaný je podle léčivých pramenů, které se zde nacházejí.

## Sousední okresy
| Růžice kompasu | Nicholas County   |                        | Fleming County | Růžice kompasu |
| Růžice kompasu | Bourbon County    | Sever                  | Rowan County   | Růžice kompasu |
| Růžice kompasu | Bourbon County    | Bath County (Kentucky) | Rowan County   | Růžice kompasu |
| Růžice kompasu | Bourbon County    | Jih                    | Rowan County   | Růžice kompasu |
| Růžice kompasu | Montgomery County | Menifee County         |                | Růžice kompasu |